# Ван Дайк, Милтон
Милтон Денман Ван Дайк (англ. Milton Denman Van Dyke, 1 августа 1922, Чикаго, Иллинойс — 10 мая 2010, Стэнфорд, Калифорния) — учёный в области механики жидкости и газа и прикладной математики.
Профессор кафедры аэронавтики и астронавтики в Стэнфордском университете. Известен своими исследованиями по гидродинамике, особенно по асимптотическим методам расчета течений жидкости и газа. Его часто цитируемая книга Альбом течения жидкости и газа представляет собой коллекцию около 400 черно-белых фотографий визуализации потока в эксперименте, присланных по его просьбе исследователями всего мира.

## Биография
Вырос в небольшом городке на западе США. Его родители окончили колледж, отец преподавал машиностроение. Пошёл в школу в Порталесе, во время учёбы редактировал школьную газету.
Получил одну из двух Национальных стипендий в Гарвардском университете (1940). Изучал технические науки, кроме того он также нашёл время, чтобы заниматься альпинизмом, играть вторую скрипку в оркестре школы, писать пьесы для Гарвардского радио и сотрудничать в американской ассоциации Криптограмм.
Его обучение в Гарварде было ускорено отчасти из-за вступления США во Вторую мировую войну (он был студентом второго курса). По окончании Университета (1943) он был нанят в Национальный Консультативный Комитет по аэронавтике (англ. NACA), позже преобразованный в НАСА (англ. NASA), для работы в Лаборатории Эймса. Занимался экспериментальным исследованием проблем высокоскоростной аэродинамики, как самый маленький в исследовательской группе много времени проводил внутри трубы. Сделал важный вклад в понимание конструкций самолётных крыльев, а также написал формально анонимный доклад о сжимаемых потоках, который является одним из наиболее часто используемых NACA публикаций.
После окончания войны он выиграл стипендию Национального Исследовательского Совета для обучения по аэронавтике и прикладной математики в Калифорнийском технологическом институте. Он поступил в институт в 1946 году и получил магистерскую (1947) и докторскую степень (1949). Научный руководитель Пако Лагерстрем, диссертация «A Study Of Second-Order Supersonic Flow». Ещё один год вёл там исследования, потом вернулся в лабораторию Эймса (1950).
В 1954—1955 годах по программе Фулбрайта стажировался в Кембридже у Джорджа Бетчелора. Приглашенный профессор в университете Парижа в 1958—1959 годах.
По свидетельству Леонарда Шварца, Ван Дайк внёс большой вклад в успешное осуществление Американской лунной программы «Аполлон», выполнив теоретические расчёты движения космических аппаратов во время входа в атмосферу.
В 1959 году принял предложение перейти в Стэнфордский университет для организации отдела аэронавтики. Занялся преподавательской деятельностью, разработал специальные курсы для студентов, причём при их издании заключил договор с издательством о том, чтобы стоимость листа книги не превышала трёх центов, а всей книги — семи долларов и книга была бы доступной большому числу студентов. В 1974 году Ван Дайк организовал собственное издательство Parabolic Press и переиздавал свою книгу Perturbation Methods in Fluid Mechanics, продавая её по цене 7 долларов до самой смерти.
Много консультировал студентов и аспирантов, уделяя внимание каждому из них. Шварц вспоминал: «Милтон очень внимательно следит за работой каждого из своих учеников. … Казалось, как будто он всегда был в своем кабинете, и я не припомню, чтобы когда-либо договариваться о встрече, чтобы увидеть его». При этом Ван Дайк не указывался в работах учеников как соавтор. Под его руководством защищено 33 докторских и 5 инженерных диссертаций.
В 1958 году в киоске в Париже он обнаружил «Atlas des phénomènes optiques» — коллекцию черно-белых фотографий, полученных при экспериментальных исследованиях. Это зародило у Ван Дайка мечту издать аналогичную коллекцию фотографий движения жидкости. В 1982 году им был подготовлен Альбом движения жидкости (совместно с женой Сильвией), опубликованный в издательстве Parabolic Press. Альбом включил 400 изображений, интересных и широкому читателю, и научным работникам. Было продано более 40 000 экземпляров альбома, выполнен перевод на русский язык.
Вместе с Биллом Сирсом основал ежегодный обзор Механика жидкости (Annual Review of Fluid Mechanics) в 1969 году, был редактором обзора до 2000 года.
С 1992 года на пенсии, жил на территории Стэнфордского кампуса до своей смерти.

## Семья
Жена — Сильвия Джейн Агад Адамс, член Американской национальной инженерной академии с 1976 года. Сыновья — Рассел, Эрик, Кристофер, Брук и Байрон. Дочь — Нина.